# Les Lucs-sur-Boulogne
Les Lucs-sur-Boulogne település Franciaországban, Vendée megyében. Lakosainak száma 3671 fő (2022. január 1.). Les Lucs-sur-Boulogne Legé, Beaufou, Rocheservière, Saint-Denis-la-Chevasse, Saint-Étienne-du-Bois, Bellevigny és Montréverd községekkel határos.

## Népesség
A település népességének változása:
| Lakosok száma | 3340 | 3392 | 3498 | 3463 | 3498 | 3522 | 3580 | 3642 | 3671 |
|               | 2013 | 2015 | 2016 | 2017 | 2018 | 2019 | 2020 | 2021 | 2022 |